# Ognjen Todorović
Ognjen Todorović (phát âm tiếng Serbia-Croatia: [ǒɡɲen todǒːroʋitɕ]; sinh 24 tháng 3 năm 1989) là một cầu thủ bóng đá Bosnia và Herzegovina, thi đấu cho Zrinjski Mostar.

## Danh hiệu

### Sarajevo
- Vô địch Cúp bóng đá Bosnia và Herzegovina: 2013–14.[1]

### Zrinjski Mostar
- Vô địch Giải bóng đá ngoại hạng Bosnia và Herzegovina: 2015–16, 2016–17.